# Settimo Rottaro
Settimo Rottaro là một đô thị ở tỉnh Torino trong vùng Piedmont, có vị trí cách khoảng 45 km về phía đông bắc của Torino, nước Ý. Tại thời điểm ngày 31 tháng 12 năm 2004, đô thị này có dân số 506 người và diện tích là 6,1 km².
Settimo Rottaro giáp các đô thị: Azeglio, Caravino, Borgo d'Ale, và Cossano Canavese.